# Monoblastus bicolor
Monoblastus bicolor là một loài tò vò trong họ Ichneumonidae.